# Salix viridiformis
Salix viridiformis är en videväxtart som beskrevs av Maassoumi. Salix viridiformis ingår i släktet viden, och familjen videväxter. Inga underarter finns listade i Catalogue of Life.